# Astragalus perdurans
Astragalus perdurans är en ärtväxtart som beskrevs av Dieter Podlech. Astragalus perdurans ingår i släktet vedlar, och familjen ärtväxter. Inga underarter finns listade i Catalogue of Life.